# Malásia
Malásia (em inglês e malaio: Malaysia) é um país do Sudeste Asiático que compreende dois territórios distintos: a parte sul da península Malaia e ilhas adjacentes, e uma seção do norte da ilha de Bornéu. A península da Malásia confina a norte com a Tailândia, a leste com o mar da China Meridional, e a sul e a oeste com o estreito de Malaca, fazendo fronteiras marítimas com a Indonésia, a leste, sul e oeste, com Singapura a sul e com o Vietname a nordeste. A Malásia Insular limita a oeste e a norte com o mar da China Meridional, a norte com o Brunei, a leste com o mar de Sulu e a sul com a Indonésia, fazendo fronteira marítima com as Filipinas a norte e a leste. A capital do país é Kuala Lumpur, sendo Putrajaia a sede do governo federal.
A nação tem suas origens no reino malaio presente na área, que, a partir do século XVIII, tornou-se sujeito ao Império Britânico. Os primeiros territórios britânicos eram conhecidos como os Estabelecimentos dos Estreitos, cuja criação foi seguida pelos reinos malaios se tornando protetorados britânicos. Os territórios na península da Malásia foram unificados pela primeira vez como a União Malaia em 1946, sendo reestruturada como a Federação Malaia em 1948, e alcançando a independência em 31 de agosto de 1957. A federação uniu-se com o Norte de Bornéu, Sarauaque e Singapura em 16 de setembro de 1963, para dar ao novo país o nome de Malásia. Menos de dois anos depois, em 1965, Singapura foi expulsa da federação.
O país é multiétnico e multicultural, o que desempenha um grande papel na política. A constituição declara o islamismo como a religião oficial, ao mesmo tempo em que protege a liberdade de religião. A Malásia é uma monarquia eletiva constitucional federal e seu sistema de governo é muito semelhante ao modelo do Sistema Westminster. Seu sistema legal é baseado na common law. O chefe de Estado é o rei, conhecido como o Yang di-Pertuan Agong (Líder Supremo). É um monarca eleito entre os governantes hereditários dos nove estados malaios a cada cinco anos. O chefe de governo é o primeiro-ministro.
Desde a independência, a Malásia teve um dos melhores registros econômicos na Ásia, com uma economia crescendo em média 6,5% ao ano. A economia tem sido tradicionalmente alimentada por seus recursos naturais, mas está em expansão nos setores de ciência, turismo, comércio e turismo médico. Hoje, a Malásia tem uma economia de mercado recém-industrializada, ficando em terceiro lugar no Sudeste Asiático e sendo a 29.ª maior economia no mundo. É membro fundador da Associação de Nações do Sudeste Asiático (ASEAN), da Cúpula do Leste Asiático e da Organização para a Cooperação Islâmica, e tornou-se membro da Cooperação Econômica Ásia-Pacífico, da Comunidade de Nações e do Movimento Não Alinhado.

## Etimologia
O nome Malásia é uma combinação da palavra "malaio" e do sufixo greco-latino "-σία/-sia". A palavra melayu, do idioma malaio, pode derivar das palavras em tâmil malai e ur, que significam "montanha" e "cidade, terra", respectivamente. Malayadvipa era a palavra usada por comerciantes indianos antigos para se referir à península malaia. Além dessa hipóteses, a palavra melayu (ou mlayu) pode ter sido usada no antigo malaio/javanês para se referir a "acelerar ou correr de forma constante". Este termo foi criado para descrever a forte correnteza do rio Melayu, em Sumatra. O nome foi mais tarde, possivelmente, adotado pelo Reino Melayu, que existiu no século VII em Samatra.

## História

### Primeiros povos
Evidências de habitação humana moderna na região da atual Malásia remontam há 40 mil anos. Acredita-se que os primeiros habitantes da Malásia Peninsular tenham sido os negritos. Os comerciantes e colonos da Índia e da China chegaram no século I, estabelecendo portos e cidades costeiras nos séculos II e III. A presença deles resultou em uma forte influência das culturas indiana e chinesa sobre as culturas locais e os povos da Península Malaia começaram a praticar religiões como o hinduísmo e o budismo. Inscrições em sânscrito surgem nos séculos IV ou V. O reino de Langkasuka surgiu por volta do século II, no norte da Península Malaia e durou até por volta do século XV. Entre os séculos VII e XIII, grande parte do sul da Península Malaia era parte do Império Serivijaia. Após a queda de Serivijaia, o Império de Majapait teve influência sobre a maior parte da península e do arquipélago malaio. O islamismo começou a se espalhar entre os malaios no século XIV. No início do século XV, Parameswara, um príncipe do antigo império Serivijaia, fundou o Sultanato de Malaca, geralmente considerado o primeiro Estado independente na área da península. A cidade de Malaca foi um importante centro comercial durante este período, atraindo o comércio de toda a região.

### Colonização europeia

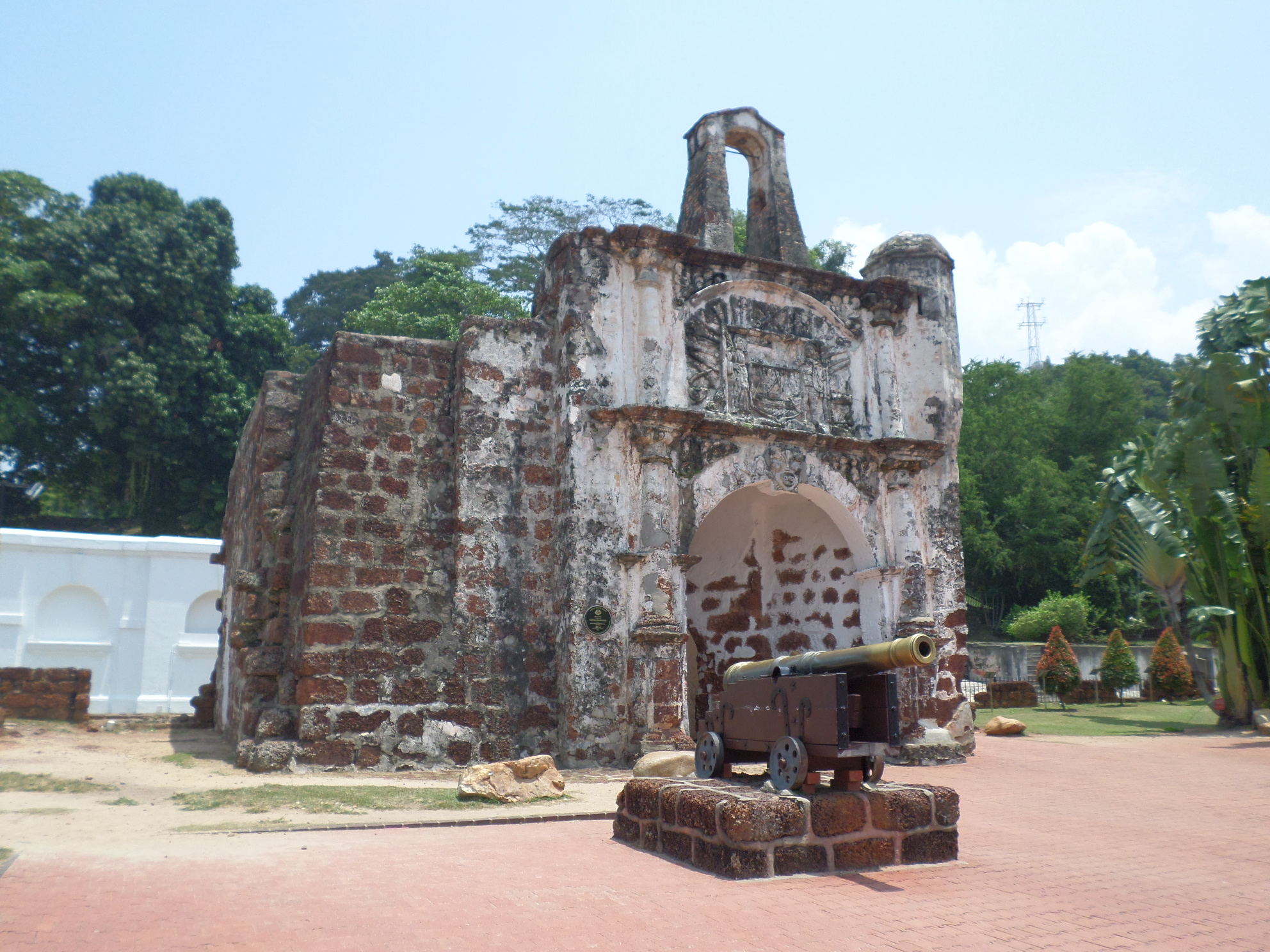
Fortaleza de Malaca, conhecida como "A Famosa", um forte português do século XVI.

Em 1511, Malaca foi conquistada pelo Império Português, após ter sido tomada pelos neerlandeses em 1641. Em 1786, o Império Britânico estabeleceu-se na Malásia, quando o sultão de Quedá arrendou Penão para a Companhia Britânica das Índias Orientais. Os britânicos obtiveram a cidade de Singapura em 1819 e, em 1824, assumiram o controle de Malaca após o Tratado Anglo-Neerlandês. Em 1826, os britânicos controlavam diretamente Penão, Malaca, Singapura e a ilha de Labuão, que eles estabeleceram como a colônia da coroa dos Estabelecimentos dos Estreitos. Por volta do século XX, os estados de Pahang, Selangor, Perak e Negeri Sembilan, conhecidos em conjunto como Estados Federados Malaios, tinham residentes britânicos nomeados para aconselhar os governantes locais, a quem os governantes eram obrigados a submeter-se por conta de um tratado. Os restantes cinco estados da península, conhecidos como Estados Malaios não Federados, embora não estivessem diretamente sob o domínio britânico, também aceitaram conselheiros britânicos por volta da virada do século XX. O desenvolvimento na península e no Bornéu era geralmente separado até o século XIX. Sob a administração britânica a imigração de chineses e indianos para servir como trabalhadores foi encorajada. A área atual de Sabá ficou sob controle britânico como Bornéu do Norte, quando tanto o sultão de Brunei como o sultão de Sulu transferiram seus respectivos direitos territoriais de propriedade, entre 1877 e 1878. Em 1842, Sarauaque foi cedida pelo sultão de Brunei a James Brooke, cujos sucessores a governaram como "rajás brancos" sobre um reino independente até 1946, quando então tornou-se uma colônia da coroa.

### Independência

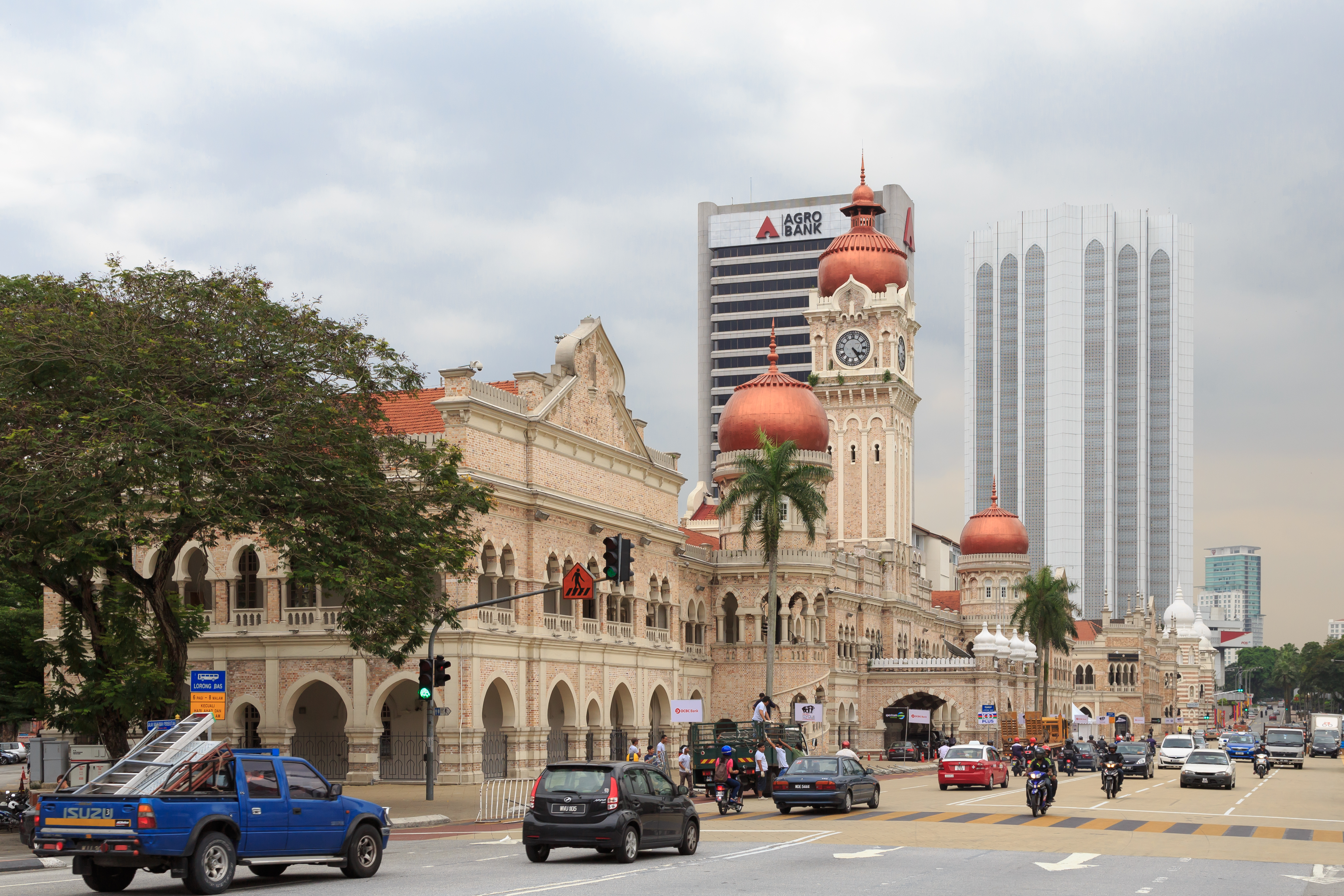
O Edifício Sultão Abdul Samad, que foi construído durante a administração britânica, agora é o local das comemorações anuais do Dia da Malásia.

Na Segunda Guerra Mundial, o exército do Império do Japão invadiu e ocupou Malásia britânica, Bornéu do Norte, Sarauaque e Singapura por mais de três anos. Durante este período, tensões étnicas foram levantadas e o nacionalismo cresceu. O apoio popular para a independência aumentou após Malaya ser reconquistada pelas Forças Aliadas. Os planos britânicos no pós-guerra de unir a administração de Malaya sob uma única colônia da coroa chamada de União Malaia teve forte oposição dos malaios, que se opunham ao enfraquecimento dos governantes locais e à concessão de cidadania para chineses. A União Malaia, criada em 1946 e que consistia de todas as possessões britânicas na península malaia, com excepção de Singapura, foi rapidamente dissolvida e substituída pela Federação da Malásia, que restaurou a autonomia dos governantes dos estados malaios sob domínio britânico. Durante esta época, os rebeldes, em sua maioria chineses, sob a liderança do Partido Comunista da Malásia, começaram operações de guerrilha destinadas a expulsar os britânicos de Malaya. O levante malaio ocorreu entre 1948 e 1960 e envolveu uma campanha anti-insurgência por tropas da Commonwealth na Malásia. Após isto, um plano foi posto em prática para criar uma federação malaia com as colônias da coroa do Bornéu do Norte (que aderiu como Sabá), Sarauaque e Singapura. A data proposta para a criação da federação foi 31 agosto de 1963, no entanto a data foi adiada para 16 de setembro de 1963 devido à oposição de Sukarno, da Indonésia, e do Partido Povos Unidos de Sarauaque.
A federação trouxe um aumento das tensões, incluindo um conflito com a Indonésia, a saída de Singapura da federação em 1965, além de conflitos étnicos que culminaram nos distúrbios raciais de 13 de maio de 1969. Depois dos tumultos, a controversa "Nova Política Econômica" foi lançada pelo primeiro-ministro Abdul Razak Hussein com o objetivo de aumentar a parcela da economia realizada pelos bumiputera, termo usado para os malaios étnicos. Durante o governo do primeiro-ministro Mahathir bin Mohamad, houve um período de rápido crescimento econômico e urbanização no início da década de 1980. A economia deixou de ser baseada na agricultura para ter como base a manufatura e a indústria. Vários megaprojetos foram concluídos, como as Petronas Towers, a Autoestrada Norte-Sul, o Super Corredor Multimídia e a nova capital administrativa federal de Putrajaia. No entanto, no final de 1990 a crise financeira asiática quase causou o colapso da moeda local e dos mercados de ações e imobiliário.

## Geografia

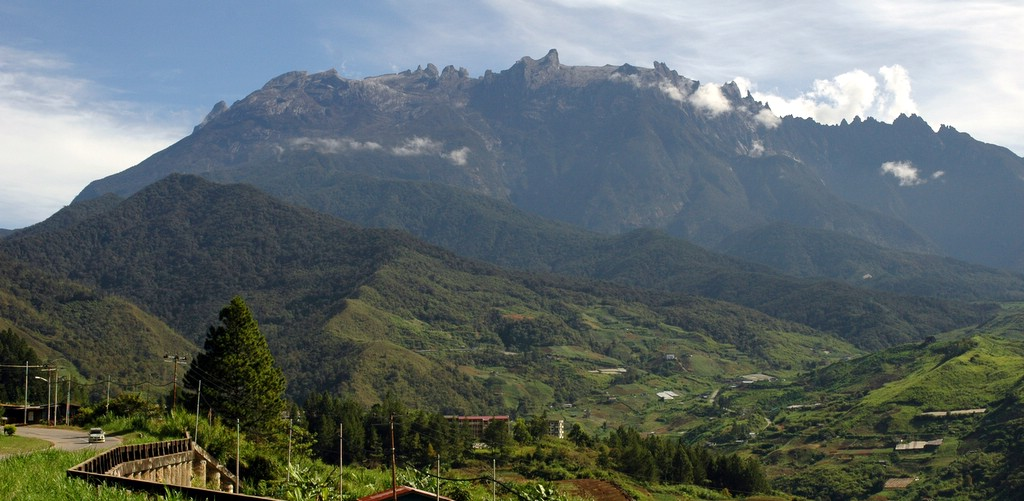
Monte Kinabalu, em Bornéu, o ponto mais alto do país.

A Malásia é o 67.º maior país por área territorial total, com uma área de 329 847 km2. A nação malaia tem fronteiras terrestres com a Tailândia a oeste e com a Indonésia e Brunei a leste. O país está ligado com Singapura por uma ponte. O país também tem fronteiras marítimas com o Vietnã e as Filipinas. As fronteiras terrestres são definidas em grande parte por características geológicas, tais como os rios Perlis e Golok e o Canal Pagalayan, enquanto algumas das fronteiras marítimas ainda estão em disputa. Brunei forma o que é quase um enclave no território da Malásia, sendo que o estado de Sarauaque divide o pequeno país em duas partes. A Malásia é o único país com território no continente asiático e no arquipélago malaio. Tanjung Piai, localizado no sul do estado de Johor, é o extremo sul da Ásia continental. O Estreito de Malaca, situado entre Samatra e a península da Malásia, é uma das vias mais importantes no comércio global, por onde passa 40% do comércio do mundo.

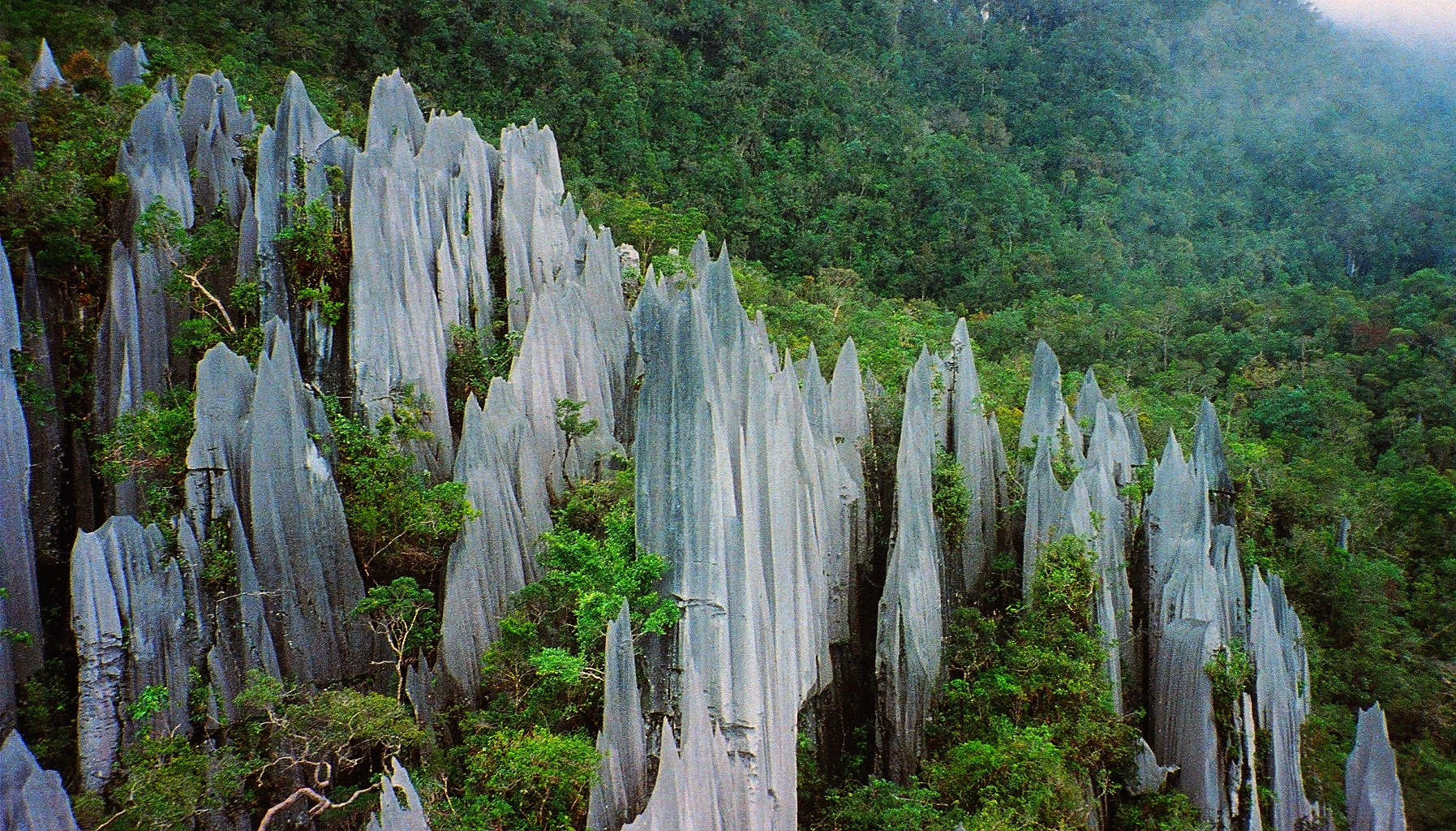
Pináculos de calcário no monte Api, parte do Parque Nacional Gunung Mulu.

As duas partes da Malásia, separadas uma da outra pelo Mar da China Meridional, compartilham uma paisagem bastante semelhante, visto que tanto a Malásia Peninsular quanto a Malásia Oriental apresentam planícies costeiras que no interior transformam-se em colinas e montanhas. A região peninsular contém 40% do território do país e se estende por 740 km de norte a sul, sendo que sua largura máxima é de 322 km. A península malaia está dividida entre as suas costas leste e oeste pelas Montanhas Titiwangsa, que chegam a uma altitude de 2 183 metros no Monte Korbu e são parte de uma série de cadeias de montanhas que funcionam abaixo do centro da península. Estas montanhas são muito arborizadas e, principalmente, compostas de granito e outras rochas ígneas, muitas das quais foram corroídas, criando uma paisagem cárstica. A cordilheira é a origem de alguns dos sistemas de rios da península. As planícies costeiras que rodeiam a península alcançam uma largura máxima de 50 km e o litoral da península tem 1 931 km de extensão, embora portos estejam disponíveis apenas no lado ocidental.
A Malásia Oriental, na ilha de Bornéu, tem um litoral de 2 607 km. Divide-se entre regiões costeiras, montanhas e vales, com um interior montanhoso. A Cordilheira Crocker estende-se para o norte a partir de Sarauaque, na divisão com o estado de Sabá. É a localização do Monte Kinabalu, que tem 4 095 m de altura e é a montanha mais alta na Malásia. O Monte Kinabalu é protegido pelo Parque Nacional de Kinabalu, um Patrimônio Mundial da UNESCO. As maiores cadeias de montanhas formam a fronteira entre a Malásia e a Indonésia. Em Sarauaque estão as cavernas Mulu, o maior sistema de cavernas do mundo.

### Biodiversidade

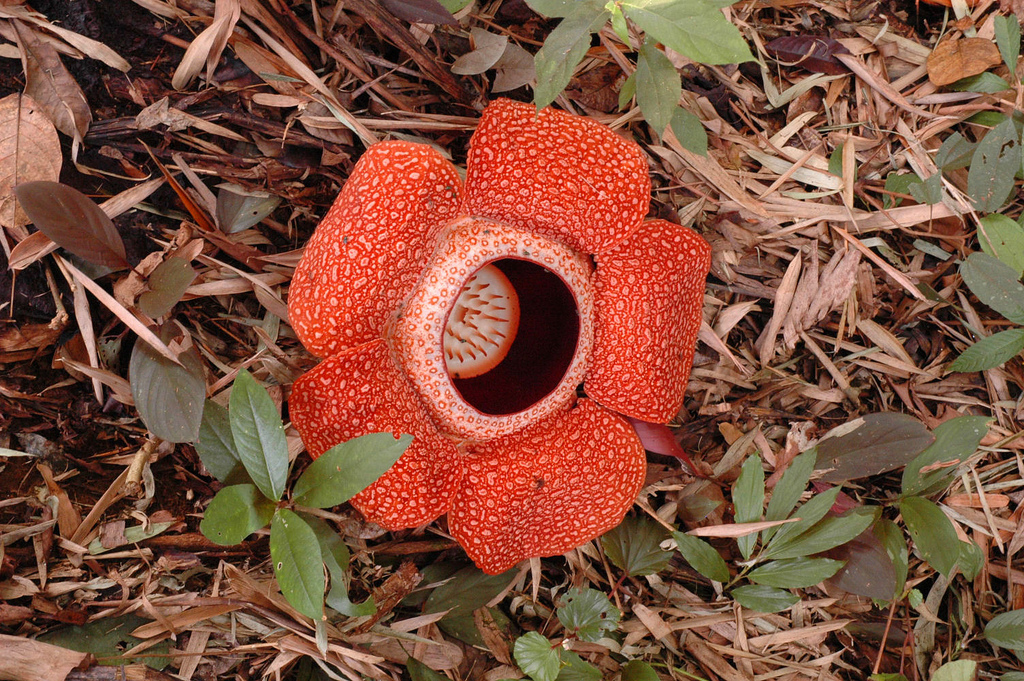
Flor da espécie Rafflesia arnoldii, a maior do mundo, que pode atingir 106 cm de diâmetro e pesar até 11 kg.

A Malásia assinou a Convenção sobre Diversidade Biológica, no Rio de Janeiro, em 12 de junho de 1993 e tornou-se uma parte da convenção em 24 de junho de 1994. O país posteriormente produziu uma Estratégia de Biodiversidade e Plano de Ação Nacional, que foi recebida pela convenção em 16 de abril de 1998.
O país é considerado megadiverso, com um elevado número de espécies e altos níveis de endemismo. Estima-se que o território da Malásia contenha 20% das espécies animais do planeta. Os altos níveis de endemismo são encontrados nas diversas florestas das montanhas de Bornéu, onde as espécies são isoladas uma da outra por uma floresta de várzea.

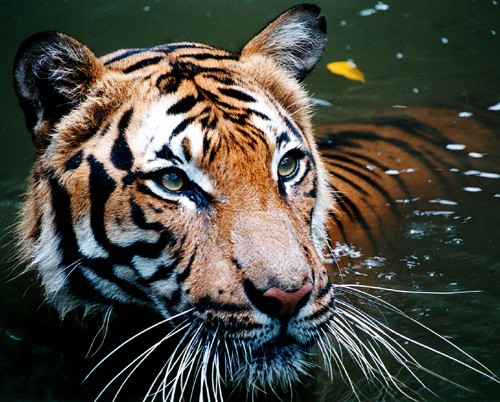
Tigre-malaio.

Existem cerca de 210 espécies de mamíferos, além de mais de 620 espécies de aves na península da Malásia, sendo que muitas são endêmicas das montanhas da região. Um grande número de espécies de aves endêmicas também são encontradas em Bornéu. A biodiversidade do país abrange também 250 espécies de répteis, 150 espécies de cobras, 80 espécies de lagartos, 150 espécies de rãs e milhares de espécies de insetos.
A zona econômica exclusiva da Malásia é 1,5 vezes maior do que a sua área em terra e algumas de suas águas estão no Triângulo de Coral, um local de grande biodiversidade. As águas em torno da ilha de Sipadan são as mais biodiversas. Na Malásia Oriental, o Mar de Sulu é o lar de vários tipos de seres vivos, com cerca de 600 espécies de corais e 1 200 espécies de peixes. A biodiversidade única das cavernas do país atrai ecoturistas de todo o mundo. Cerca de dois terços da Malásia estão cobertos por florestas e estima-se que algumas existam há cerca de 130 milhões de anos. As florestas são dominadas por plantas da família Dipterocarpaceae. Existem cerca de 14 500 espécies de plantas com flores e árvores.

### Clima
Em torno das duas metades da Malásia há várias ilhas, sendo a maior Banggi. O clima local é equatorial e caracteriza-se pelas monções anuais sudoeste (abril a outubro) e nordeste (outubro a fevereiro). Junho, julho e agosto são os meses mais secos do ano. A temperatura é quente, no geral, pela proximidade com a Linha do Equador, oscilando entre 20 °C e 30 °C, mas moderada pela presença dos oceanos ao redor, e também varia em função da altitude, em que se podem observar médias de 22 °C durante o dia e 15 °C à noite. A umidade é geralmente alta, girando em torno de 90%, e a precipitação média anual é de 2 500 mm.[carece de fontes?] Os climas da península e da parte oriental diferem, sendo que o clima na península é diretamente afetado pelo vento do continente, ao contrário do clima mais marítimo do Oriente. Os climas locais podem ser divididos em três regiões: montanhas, planícies e costeiro. A mudança climática é susceptível de afetar os níveis do mar e as chuvas, aumentando os riscos de inundação e levando a secas.

## Demografia

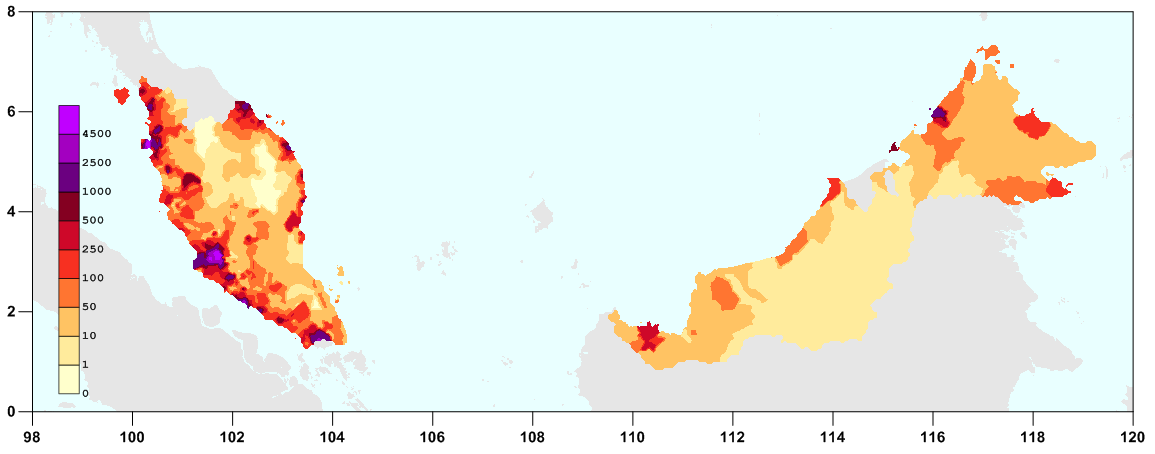
Densidade populacional no território do país.

Segundo o censo 2020, a população da Malásia era de 32 447 385 habitantes, o que classifica o país como 42.º mais populoso do mundo. A população malaia é composta por muitos grupos étnicos. Em 2010, os cidadãos malaios, dos quais 69,9% eram bumiputera, compunham 91,8% da população. De acordo com a definição constitucional, os malaios são muçulmanos que praticam os costumes e a cultura malaia. Desempenham um papel dominante politicamente. O estatuto de bumiputera também é concedido a certos povos indígenas não malaios, como tais, khmers, chames e os nativos de Sabá e Sarauaque. Os bumiputera não malaios constituem mais de metade da população de Sarauaque e mais de dois terços da população de Sabá. Existem também grupos aborígenes em muito menor número na península, onde são conhecidos coletivamente como Orang Asli. As leis sobre a quem pode ser atribuído o estatuto bumiputera variam entre os estados malaios.
Outras minorias que não têm o estatuto bumiputera compõem uma grande quantidade da população. Cerca de 22,8 por cento da população é de ascendência chinesa, enquanto os de ascendência indiana compreendem a 6,6% da população. Os chineses têm sido historicamente dominantes na comunidade de negócios e do comércio do país e formam parte significativa da população de Penão. Os imigrantes da Índia, a maioria deles tâmeis, começaram a chegar na Malásia no início do século XIX. A cidadania malaia não é concedida automaticamente para os nascidos na Malásia, mas é concedida a uma criança nascida de dois pais malaios que estiverem fora da Malásia. A dupla nacionalidade não é permitida. A cidadania nos estados de Sabá e Sarauaque, em Bornéu, são distintas da cidadania na península da Malásia para fins de imigração. Para cada cidadão é emitido um cartão de identidade com um chip inteligente biométrico, conhecido como MyKad, a partir dos 12 anos de idade e que a pessoa deve manter por toda a vida.
A taxa de mortalidade infantil em 2009 foi de 6 óbitos por mil nascimentos e a expectativa de vida ao nascer em 2009 era de 75 anos. Com o objetivo de desenvolver a Malásia como um destino de turismo médico, 5 por cento do orçamento do governo investido em desenvolvimento do setor social é gasto em assistência médica. A população do país está concentrada na península da Malásia, onde 20 milhões dos cerca de 28 milhões de malaios vivem. Cerca de 70 por cento da população é urbana. Kuala Lumpur é a capital e a maior cidade da Malásia, assim como o seu principal centro comercial e financeiro. Putrajaia, uma cidade planejada e construída a partir de 1999, é a sede do governo, visto que muitos ramos do executivo e do judiciário do governo federal se mudaram para lá para aliviar o congestionamento crescente dentro de Kuala Lumpur. Devido ao aumento nas indústrias de trabalho intensivo, estima-se que o país tenha mais de 3 milhões de trabalhadores migrantes; ou cerca de 10 por cento da população. Uma ONG com sede em Sabá estima que das 3 milhões de pessoas que compõem a população de Sabá, 2 milhões são imigrantes ilegais. A Malásia abriga uma população de refugiados e requerentes de asilo que somam aproximadamente 171,5 mil pessoas. Dessa população, cerca de 79 mil são de Myanmar, 72,4 mil das Filipinas e 17,7 mil da Indonésia.

### Religiões
| Religião na Malásia (2020)                                               | Religião na Malásia (2020)                                               | Religião na Malásia (2020) | Religião na Malásia (2020) | Religião na Malásia (2020) |
| ------------------------------------------------------------------------ | ------------------------------------------------------------------------ | -------------------------- | -------------------------- | -------------------------- |
|                                                                          |                                                                          |                            |                            |                            |
| Islamismo                                                                | Islamismo                                                                |                            | 63,5%                      | 63,5%                      |
| Budismo                                                                  | Budismo                                                                  |                            | 18,7%                      | 18,7%                      |
| Cristianismo                                                             | Cristianismo                                                             |                            | 9,1%                       | 9,1%                       |
| Hinduísmo                                                                | Hinduísmo                                                                |                            | 6,1%                       | 6,1%                       |
| Outras religiões como Confucionismo, taoismo e outras religiões chinesas | Outras religiões como Confucionismo, taoismo e outras religiões chinesas |                            | 0,9%                       | 0,9%                       |
| Nenhuma/Sem dados                                                        | Nenhuma/Sem dados                                                        |                            | 1,8%                       | 1,8%                       |

A Constituição da Malásia garante a liberdade de religião, ao mesmo tempo que declara o islamismo a religião oficial. De acordo com o Recenseamento da População e Habitação de 2020, etnia e crenças religiosas estão altamente correlacionados. Aproximadamente 63,5% da população é adepta do islamismo, 18,7% pratica o budismo, seguida do cristianismo (9,1%), do hinduísmo (6,1%) e do confucionismo, taoísmo e outras religiões tradicionais chinesas, com 0,9%. Cerca de 1.8% da população declararam não ter nenhuma filiação religiosa. A escola de jurisprudência do islamismo sunita de Shafi é o ramo dominante do islamismo na Malásia.
Ainda conforme a constituição malaia, nesta está definido estritamente o que é um "cidadão malaio", considerando-se aqueles que são muçulmanos, falam o idioma malaio regularmente, praticam costumes malaios e vivem ou têm antepassados de Brunei, Malásia e Singapura.

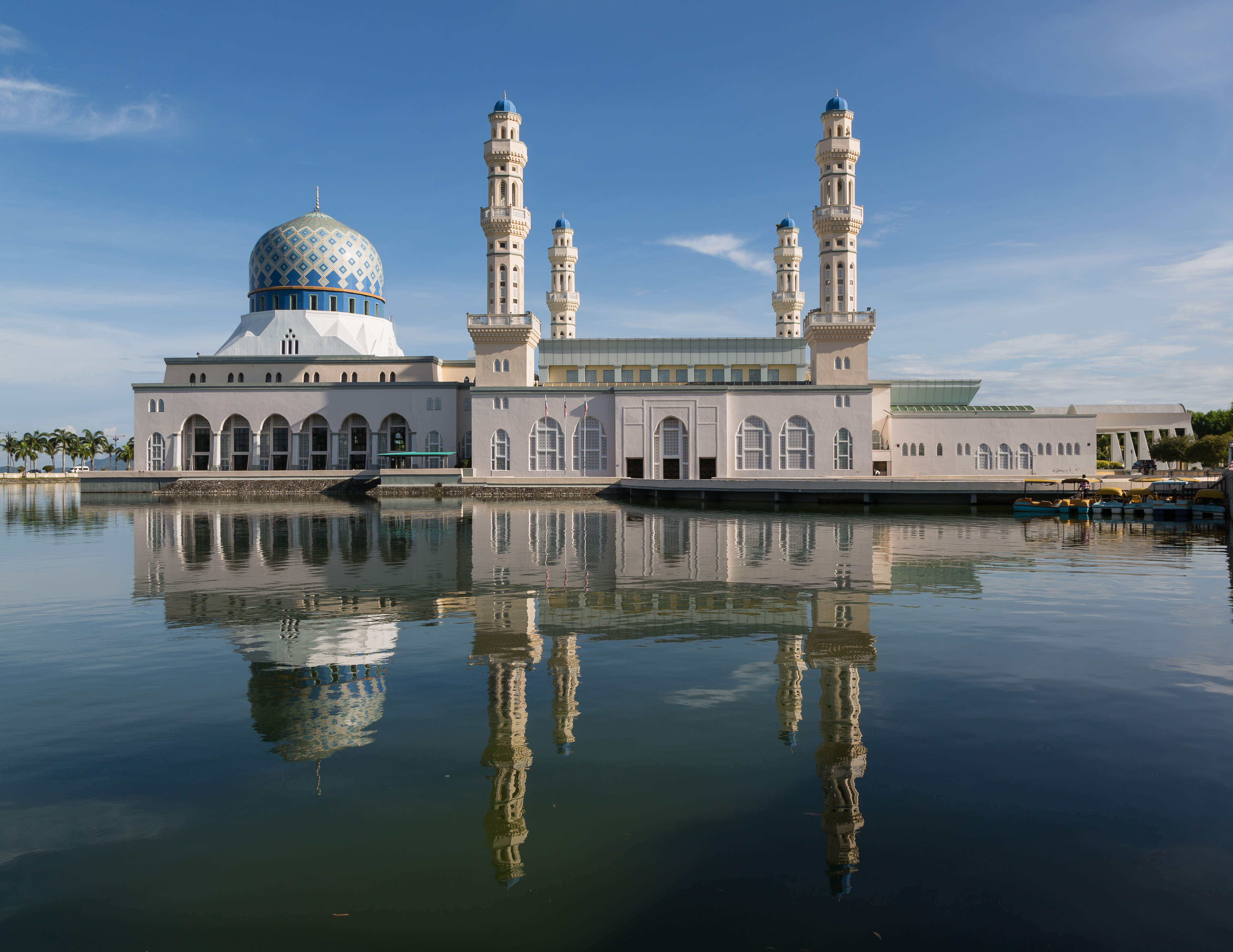
Fachada sul da mesquita da cidade de Kota Kinabalu, estado de Sabá, nas margens da baía de Likas.

As estatísticas do censo de 2010 indicam que 83,6% da população de origem chinesa que vive no país identifica-se como budista, com um número significativo de adeptos também do taoísmo (3,4%) e cristianismo (11,1%), juntamente com pequenas populações muçulmanas hui em algumas áreas, como Penão. A maioria da população de origem indiana residente na nação segue o hinduísmo (86,2%), com uma minoria significativa identificando-se como cristãos (6,0%) ou muçulmanos (4,1%). O cristianismo é a religião predominante da comunidade não malaia (46,5%), com um adicional de 40,4% se identificando como muçulmanos.
Os muçulmanos são obrigados a seguir as decisões dos tribunais da Xaria em questões relacionadas com a sua religião. A competência dos tribunais da Xaria se limita aos muçulmanos em questões como casamento, herança, divórcio, apostasia, conversão religiosa, custódia, entre outros. Não há outras infracções criminais ou civis sob a jurisdição dos tribunais da Xaria, que têm uma hierarquia semelhante aos tribunais civis. Apesar de serem os tribunais supremos da terra, os tribunais civis não interferem em assuntos relacionados com práticas islâmicas.

### Línguas
A língua oficial da Malásia é o malaio. A terminologia, de acordo com a política do governo, é Bahasa Malaysia (literalmente "língua malásia") mas a legislação continua a referir-se à língua oficial como Bahasa Melayu (literalmente "língua malaia"). Historicamente, o inglês era a língua administrativa de facto, com o malaio tornando-se a língua predominante após os motins raciais de 1969.

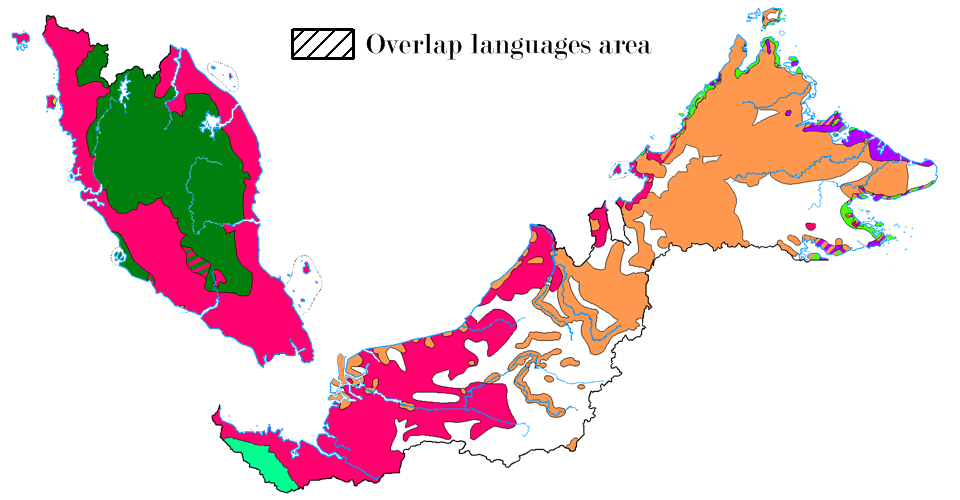
Distribuição dos idiomas falados no território malaio.

O inglês continua a ser uma segunda língua ativa, com seu uso permitido para determinados fins oficiais nos termos da Lei Nacional de Línguas, de 1967, e serve como meio de instrução para a matemática e as ciências em todas as escolas públicas. O inglês na Malásia é amplamente utilizado na área dos negócios, juntamente com o Manglish, que é uma forma coloquial do inglês com o malaio, com influências do chinês e do tâmil. O governo desencoraja o uso do malaio não padrão, mas não tem poder para emitir compostos ou multas para aqueles que fazem o uso impróprio do malaio em suas propagandas.
Muitos outros idiomas são falados na Malásia, que contém dialetos de 137 línguas vivas. A Península Malaia contém dialetos de 41 dessas línguas. As tribos nativas da Malásia Oriental têm seus próprios idiomas que estão relacionados com os seus costumes culturais. O iban é a principal língua tribal em Sarauaque, enquanto o dusunic e kadazan são faladas pelos nativos em Sabá. Entre os chineses residentes no país, predominam dialetos chineses das províncias do sul da China, sendo estes o cantonês, o mandarim, o hokkien, o hakka, o hainan e o fuzhou. O tâmil é usado predominantemente pelos tâmeis, que formam a maioria dos indianos que vivem na Malásia. Outras línguas do sul da Ásia também são faladas na Malásia, como o tailandês. Um pequeno número de malaios têm ascendência caucasiana e falam línguas crioulas, como o malaccan, de base portuguesa, e o chavacano, baseado no espanhol.

## Governo e política

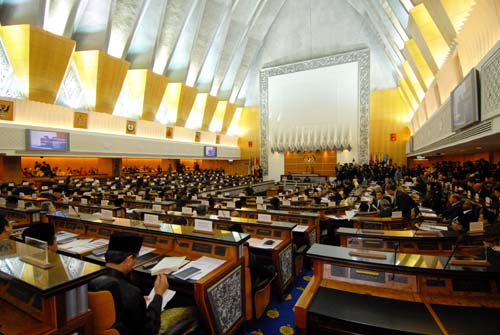
Interior do Parlamento da Malásia, em Kuala Lumpur.

A Malásia é uma monarquia eletiva constitucional federal. O sistema de governo é modelado a partir do sistema parlamentar de Westminster, um legado do domínio colonial britânico. O chefe de Estado é o Yang di-Pertuan Agong, comumente referido como o rei. O rei é eleito para um mandato de cinco anos por entre os nove governantes hereditários dos estados malaios; os outros quatro estados, que têm governadores titulares, não participam da seleção. Por acordo informal o cargo é alternado sistematicamente entre os nove e tem sido mantido por Ibrahim Ismail de Johor desde 31 de janeiro de 2024. O papel do rei tem sido em grande parte cerimonial desde mudanças na constituição de 1994.
O poder legislativo é dividido entre os legislativos federais e estaduais. O parlamento federal bicameral consiste na câmara baixa, a Câmara dos Representantes, e a câmara alta, o Senado. Os 222 representantes da Câmara dos Representantes são eleitos para um mandato máximo de cinco anos a partir de círculos uninominais. Todos os 70 senadores mantêm mandatos de três anos; 26 são eleitos pelas 13 assembleias estaduais e os restantes 44 são nomeados pelo rei, após recomendação do primeiro-ministro. O parlamento segue um sistema multipartidário e desde a independência da Malásia tem sido governada por uma coalizão multipartidária conhecida como Barisan Nasional (Frente Nacional).

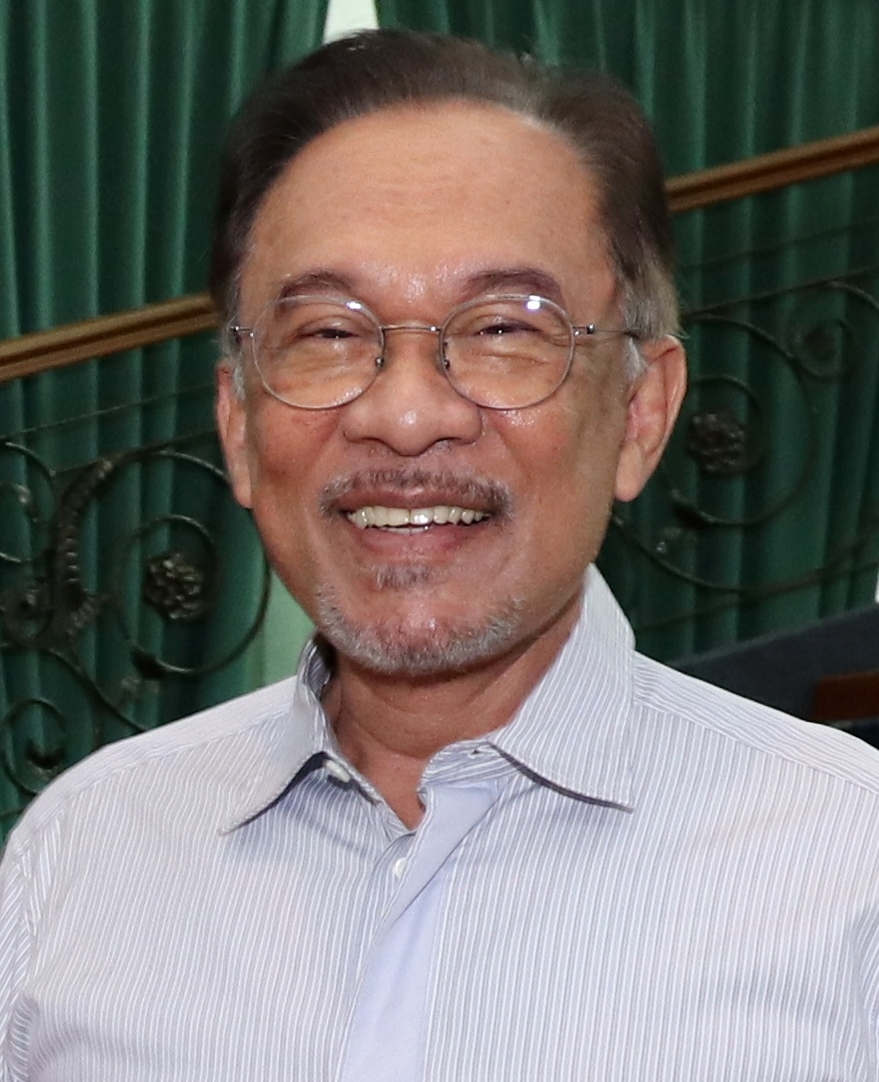
Anwar Ibrahim, o atual primeiro-ministro.

Cada estado tem uma assembleia legislativa unicameral, cujos membros são eleitos por círculos eleitorais uninominais. Os governos estaduais são liderados pelos ministros-chefes, que são membros da assembleia estadual do partido majoritário na instituição. Em cada um dos estados com um governante hereditário, o ministro-chefe normalmente precisa ser um malaio, nomeado pelo governador, mediante recomendação do primeiro-ministro. As eleições parlamentares são realizadas pelo menos uma vez a cada cinco anos. Os eleitores a partir de 21 anos de idade podem votar nos membros da Câmara dos Deputados e, na maioria dos estados, para a câmara legislativa do estado. O voto não é obrigatório. Exceto para as eleições estaduais em Sarauaque, por convenção as eleições estaduais são realizadas simultaneamente com a eleição federal.
O poder executivo é exercido pelo Conselho de Ministros, liderado pelo primeiro-ministro, que deve ser um membro da Câmara dos Representantes e que, na opinião do rei, comanda uma maioria no parlamento. O gabinete é escolhido a partir de membros de ambas as casas do parlamento. O primeiro-ministro é o chefe de gabinete e o chefe de governo. O atual incumbente, Anwar Ibrahim, nomeado em 2022, é o décimo primeiro-ministro do país.

### Relações internacionais

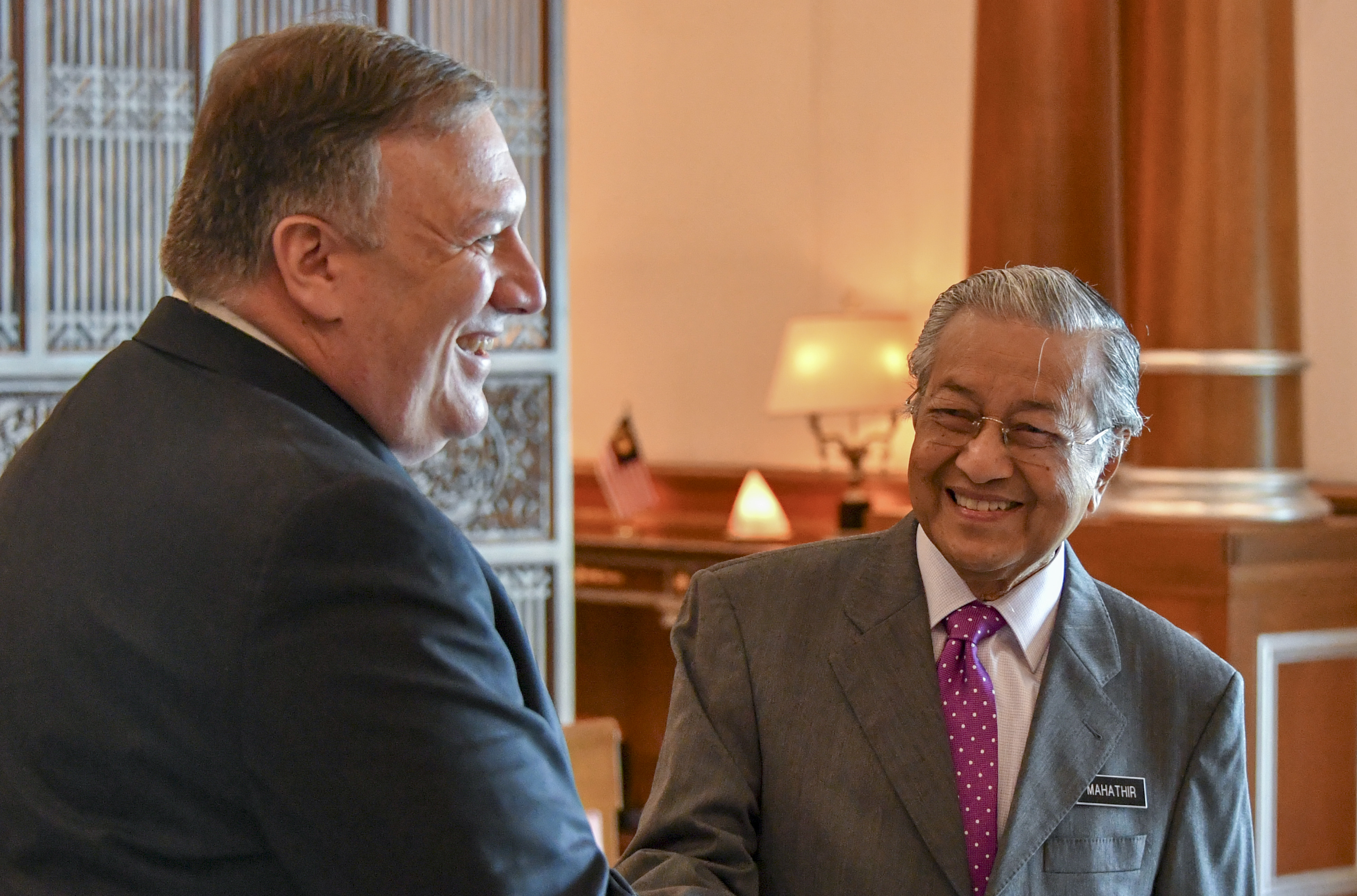
O primeiro-ministro da Malásia, Mahathir bin Mohamad, com o secretário de Estado dos Estados Unidos, Mike Pompeo, em 2018.

Um membro fundador da Associação de Nações do Sudeste Asiático (ASEAN) e da Organização para a Cooperação Islâmica (OCI), o país participa de várias organizações internacionais, como as Nações Unidas, a Cooperação Econômica Ásia-Pacífico (APEC), o D-8 e o Movimento dos Países Não Alinhados (MNA). O governo malaio presidiu a ASEAN, a OIC e a NAM no passado. Uma ex-colônia britânica, é também um membro da Commonwealth. A cidade de Kuala Lumpur foi o local da primeira Cúpula do Leste Asiático em 2005.
A política externa da Malásia é oficialmente baseada no princípio da neutralidade e em manter relações pacíficas com todos os países, independentemente de seu sistema político. O governo atribui uma alta prioridade para a segurança e a estabilidade do Sudeste Asiático e procura desenvolver relações com os outros países da região. Historicamente, o governo tem tentado retratar a Malásia como uma nação islâmica progressista, enquanto reforça as relações com outros Estados islâmicos. Um forte princípio da política da Malásia é a soberania nacional e o direito de um país para controlar seus assuntos internos.
A política em relação a disputas territoriais por parte do governo segue o pragmatismo, resolvendo o governo disputas em uma série de maneiras, tais como levar o caso ao Tribunal Internacional de Justiça. As Ilhas Spratly são disputadas por muitos estados na área e a totalidade do Mar da China Meridional é reivindicada pela China. No entanto, ao contrário de seus vizinhos Vietnã e Filipinas, a Malásia tem evitado qualquer conflito com o governo chinês. Em 2009, Brunei e Malásia anunciaram o fim de suas respectivas reivindicações territoriais e resolveram as questões relacionadas com as suas fronteiras marítimas. As Filipinas têm uma reivindicação pendente na parte oriental de Sabá. O aterramento marítimo feito pela cidade-Estado de Singapura tem causado tensões e disputas de fronteiras marítimas com a Indonésia.

### Forças armadas

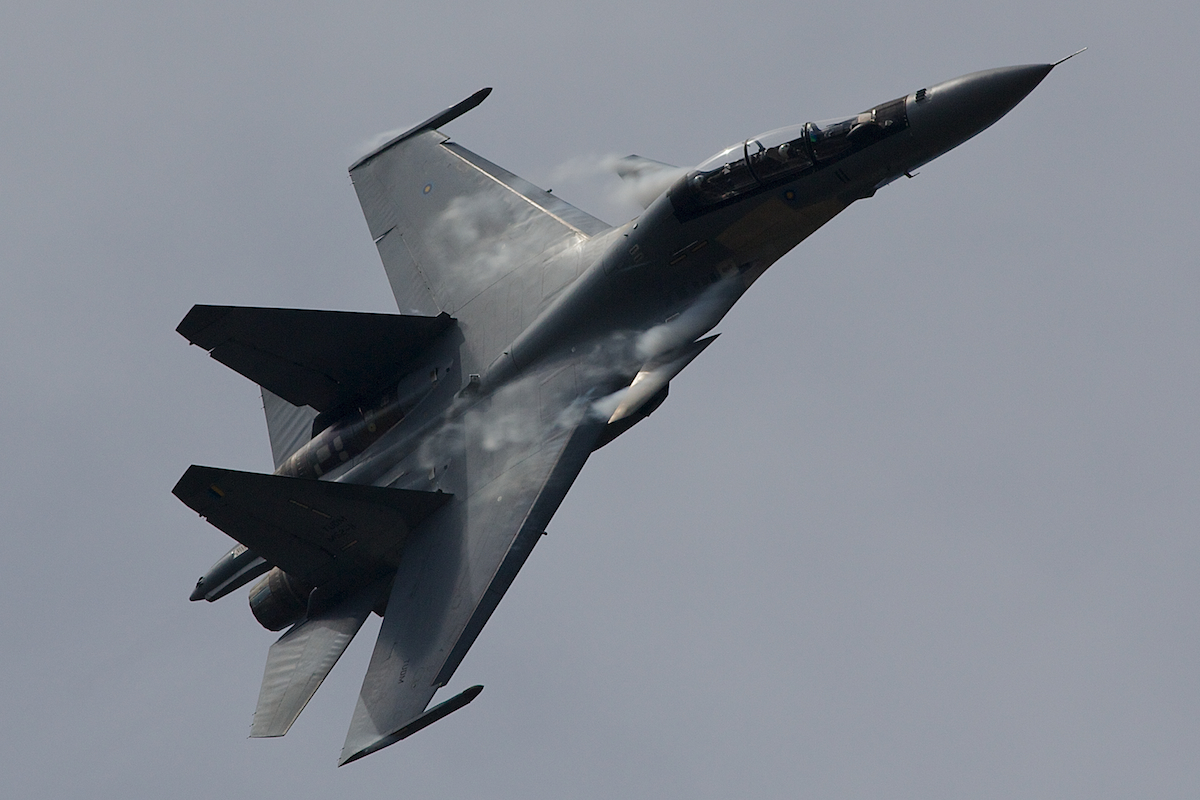
Sukhoi Su-30MKM, da Força Aérea Real da Malásia.

As Forças Armadas da Malásia têm três ramos: a Marinha Real da Malásia, o Exército da Malásia e a Força Aérea Real da Malásia. No país não há serviço militar obrigatório e a idade exigida para o serviço militar voluntário é de 18 anos. Os militares usam 1,5% do Produto Interno Bruto (PIB) malaio e empregam 1,23% da mão de obra local. Atualmente, a Malásia está passando por um grande programa para expandir e modernizar todos os três ramos das suas forças armadas.
Os Cinco Acordos de Força de Defesa são uma iniciativa regional de segurança que está em vigor há quase 40 anos. Trata-se de exercícios militares conjuntos realizados entre os militares de Malásia, Singapura, Austrália, Nova Zelândia e Reino Unido. Os exercícios conjuntos foram feitos com Brunei, Indonésia e Estados Unidos. Malásia, Filipinas e Tailândia fizeram um acordo para sediar exercícios das forças de segurança conjuntos para garantir a sua fronteira marítima e enfrentar questões como a imigração ilegal e o contrabando. Há temores de que a agitação nas áreas muçulmanas de Mindanau, Filipinas e sul da Tailândia possam se espalhar para a Malásia.

## Subdivisões
| Perlis Quested Penão Calantão Trenganu Peraque Selangor Negri Sambilão Malaca Jor Pão Sarauaque Sabá Labuão Kuala Lumpur Putrajaia Malásia Peninsular Malásia Oriental (Azul) Estados (Vermelho) Territórios Federais Mar da China Meridional Estreito · de · Malaca Golfo da Tailândia Mar de Sulu Mar de Celebes Brunei Indonésia Singapura Tailândia |

A Malásia é uma federação de 13 estados e três territórios federais. Estes são divididos entre duas regiões, com 11 estados e dois territórios federais na Malásia Peninsular e os outros dois estados e um território federal, na Malásia Oriental. Cada estado é dividido em distritos, que são então divididas em mukim. Em Sabá e Sarauaque os distritos são agrupados em divisões.
A governança dos estados é dividida entre o os governos federal e estadual, com diferentes poderes reservados para cada um deles, sendo que o governo federal tem administração direta dos territórios federais. A administração de nível inferior é realizada pelas autoridades locais, que incluem conselhos de cidades, conselhos distritais e conselhos municipais, embora órgãos estatutários autônomos possam ser criadas pelos governos federal e estadual para lidar com determinadas tarefas. Há 144 autoridades locais, que consistem em 11 prefeituras, 33 câmaras municipais e 97 conselhos distritais.
Os 13 estados são baseados em reinos malaios históricos e 9 dos 11 estados peninsulares, conhecidos como os estados malaios, conservam as suas famílias reais. O rei é eleito pelos e entre os nove governadores para um mandato de cinco anos. Este rei nomeia governadores cumprindo um mandato de quatro anos para os estados sem monarquias, após consultas com o ministro-chefe daquele estado. Cada estado tem uma legislatura unicameral conhecida como a Assembleia Legislativa Estadual, além de sua própria constituição escrita. Sabá e Sarauaque têm consideravelmente mais autonomia do que os outros estados, principalmente com políticas distintas de imigração e um estatuto de residência original.

## Economia

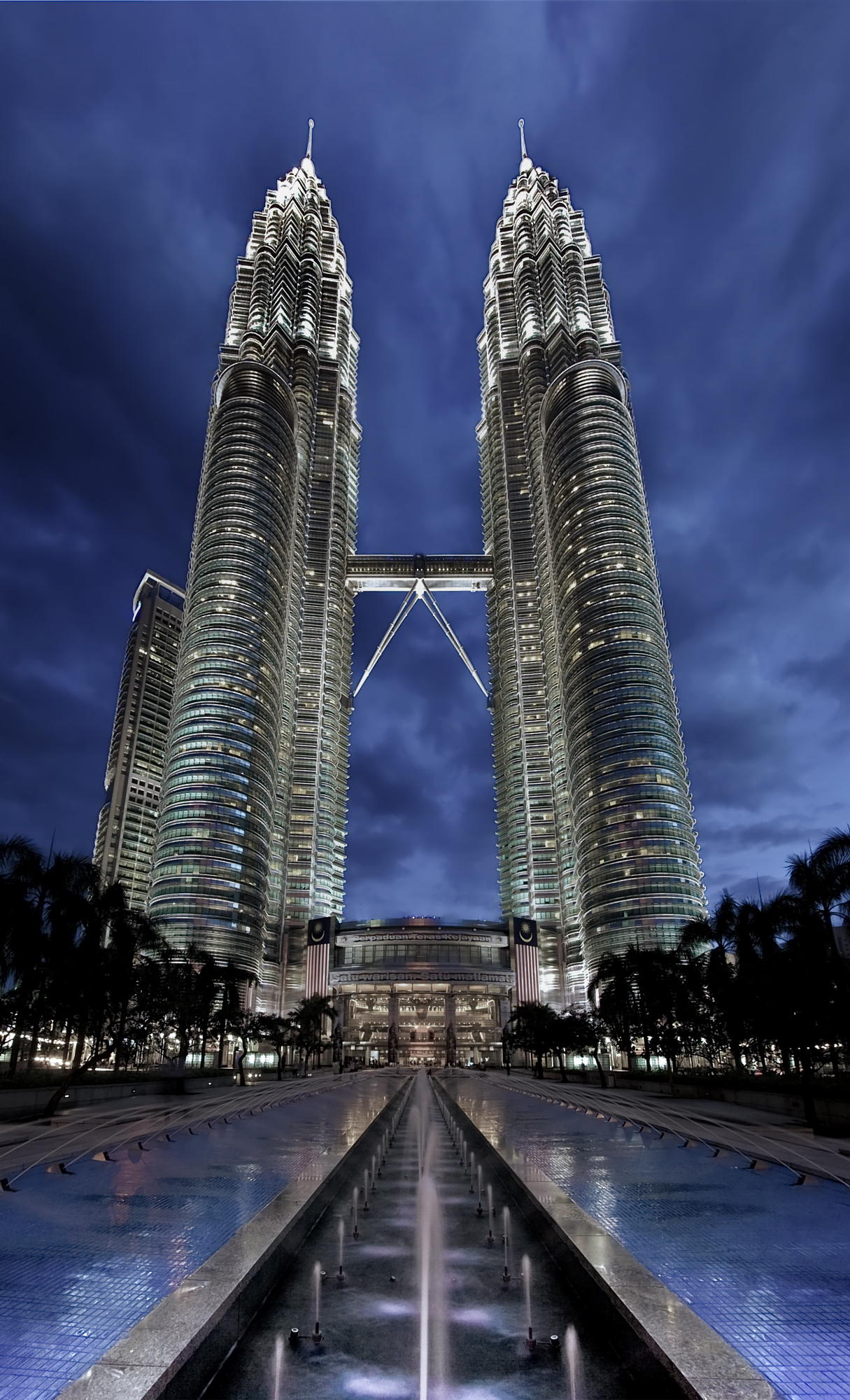
As Petronas Towers, em Kuala Lumpur, as maiores torres gêmeas do mundo, sede da Petronas.

Principais produtos de exportação da Malásia em 2019.

A Malásia é uma economia de mercado relativamente aberta, orientada pelo Estado e recentemente industrializada. O Estado desempenha um papel importante, mas em declínio, ao guiar a atividade econômica através de planos macroeconômicos. A Malásia teve um dos melhores desempenhos econômicos da Ásia, visto que seu PIB cresceu em média 6,5 por cento ao ano entre 1957 e 2005. Em 2014, o PIB (PPC) foi de cerca de 746,821 bilhões* de dólares, a terceira maior economia da ASEAN e a 28.ª maior do mundo. Viktor Shvets, o diretor-gerente do Credit Suisse, disse que "a Malásia tem todos os ingredientes certos para se tornar uma nação desenvolvida".
O comércio internacional, facilitado pela rota marítima adjacente ao estreito de Malaca, e a manufatura são os setores-chave da economia. A Malásia é um país exportador de recursos naturais e agrícolas e o gás natural é um grande produto de exportação (foi o 9º maior exportador de gás do mundo em 2015). Em 2018, o país era o 2º maior produtor do mundo de óleo de palma e o 7º maior de borracha natural. Na mineração, em 2019, o país era o 11º maior produtor mundial de manganês, o 11º maior produtor mundial de estanho, e o 12º maior produtor mundial de bauxita. A Malásia tinha a 24ª indústria mais valiosa do mundo (US$ 78,1 bilhões), de acordo com a lista de 2019 do Banco Mundial. Neste ano o país foi o 23ª maior produtor de veículos do mundo (571 mil unidades), o 35ª maior produtor de aço (4 milhões de toneladas), e o 8º maior produtor mundial de óleo de coco. A manufatura tem uma grande influência na economia do país, embora a estrutura econômica da Malásia tenha afastado esse tipo de atividade econômica.
O país tornou-se um centro do sistema bancário islâmico e é o país com o maior número de trabalhadores do sexo feminino na indústria. Os serviços baseados no conhecimento também estão se expandindo. Para criar uma capacidade autossuficiente para o desenvolvimento nacional, a Malásia privatizou algumas das suas instalações militares na década de 1970. A privatização criou a indústria de defesa, que em 1999 passou a ser administrada pelo Conselho de Defesa da Indústria da Malásia. O governo continua a promover este setor e a sua competitividade, comercializando ativamente na indústria de defesa.

### Turismo

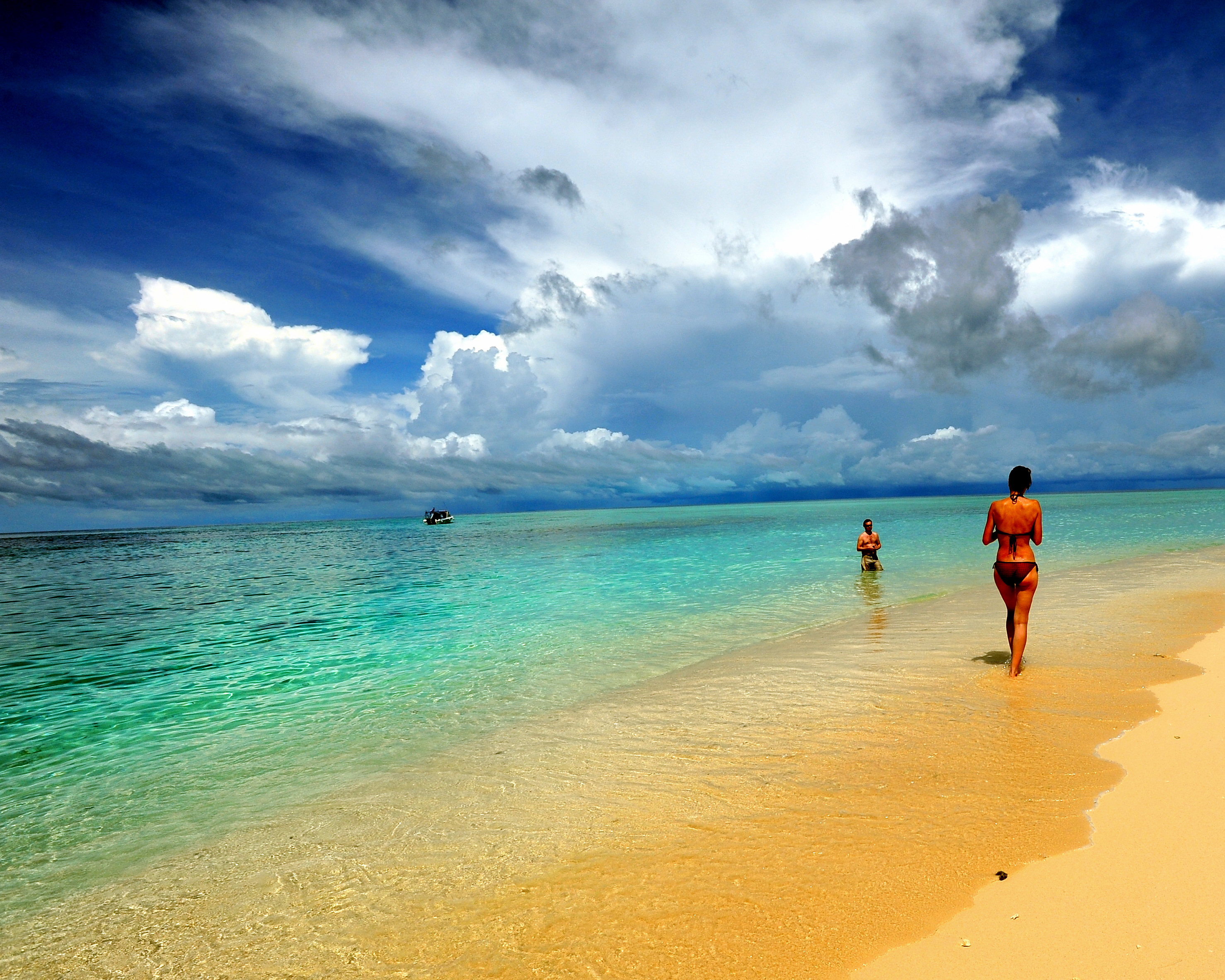
Praia na ilha de Sipadan.

Em um esforço para diversificar a economia e torná-la menos dependente das exportações, o governo tem pressionado para aumentar o setor de turismo no país. Como resultado, o turismo tornou-se a terceira maior fonte de divisas da Malásia, embora seja ameaçado pelos efeitos negativos do crescimento da economia industrial, como grandes quantidades de poluição do ar e da água, juntamente com o desmatamento que afetam as atividades turísticas.
O setor do turismo esteve sob alguma pressão em 2014, quando a transportadora nacional Malaysia Airlines teve um de seus aviões desaparecido em março, enquanto outro foi derrubado por um míssil sobre a Ucrânia em julho, o que resultou na morte de um total de 537 passageiros e tripulantes. O estado da companhia aérea, que tinha sido rentável por três anos, levou o governo em agosto de 2014 a nacionalizar a empresa, ao comprar os 30% que ainda não possuía.
Entre 2013 e 2014, o país foi classificado como um dos melhores lugares para se aposentar no mundo, na terceira posição no Índice de Aposentadoria Global. Isso, em parte, foi o resultado do programa "Malásia, Minha Segunda Casa", criado para permitir que estrangeiros vivam no país com um visto de longa duração para até 10 anos.

## Infraestrutura
A infraestrutura da Malásia é uma das mais desenvolvidas da Ásia. A sua rede de telecomunicações é a segunda maior do Sudeste Asiático, atrás apenas de Singapura, com 4,7 milhões de assinantes de telefonia fixa e mais de 30 milhões de assinantes de celulares. A país tem sete portos internacionais, sendo o principal o Porto de Klang. Há 200 parques industriais, juntamente com parques especializados, como o Parque Tecnológico Malásia e Parque de Alta Tecnologia Kulim. A água doce está disponível para mais de 95 por cento da população. Durante o período colonial, o desenvolvimento estava concentrado principalmente em cidades economicamente poderosas. Embora as áreas rurais tenham sido foco de grande desenvolvimento, elas ainda ficam atrás de áreas como a costa oeste da península da Malásia. A rede de telecomunicações, embora forte em áreas urbanas, é menos disponível para a população rural.
A rede de estradas malaia cobre 144,403 km e inclui 1 821 km de autoestradas. A maior rodovia do país, a Via Expresso Norte-Sul, estende-se por 800 km entre a fronteira com a Tailândia e Singapura. No orçamento de 2015, o governo anunciou um montante de 8,3 bilhões* de dólares para a implementação do projeto Rodovia Pan-Bornéo, que visa atualizar e ampliar todas as estradas da região, trazendo o padrão de autoestradas da Malásia Peninsular.

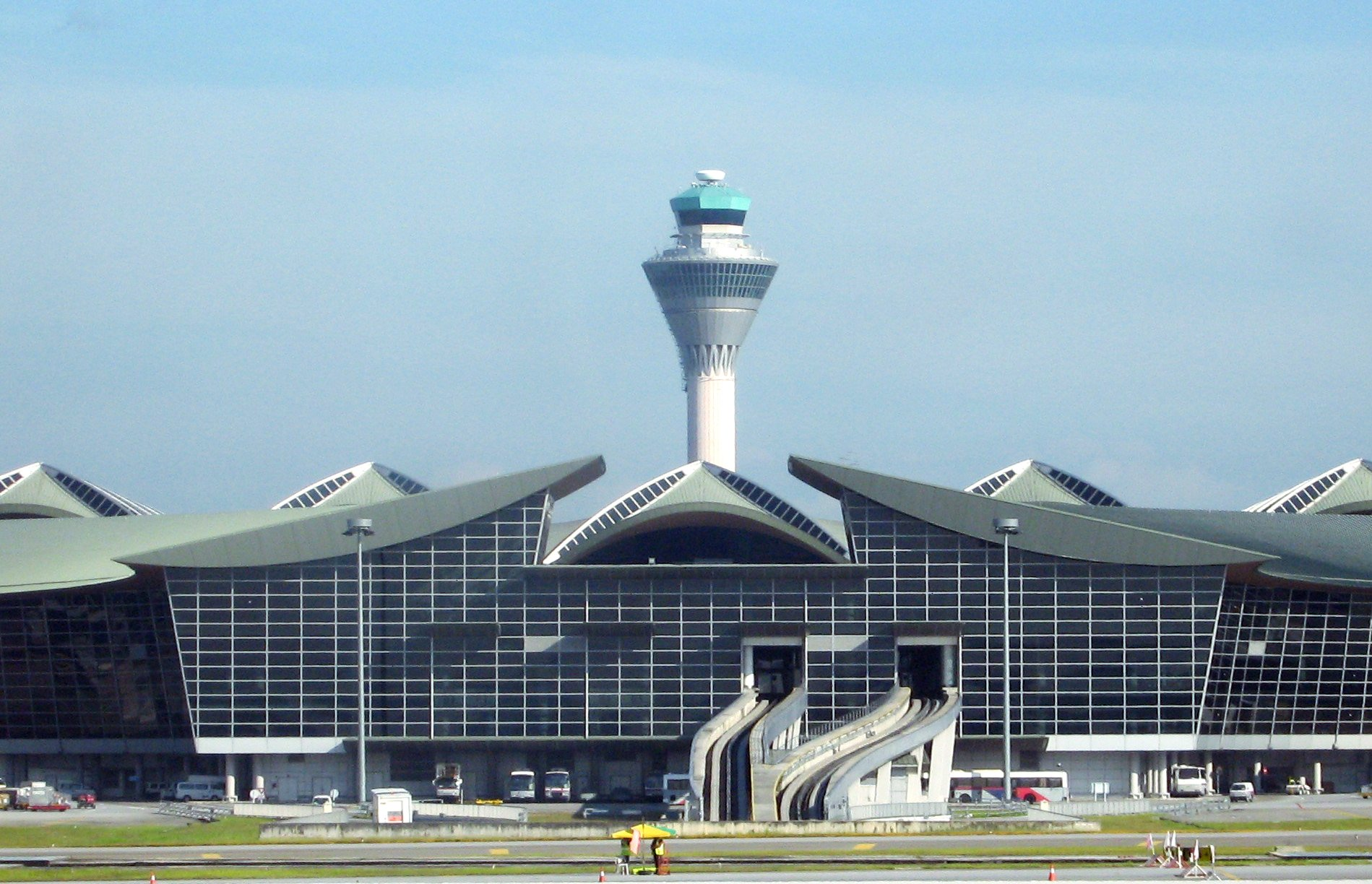
O Aeroporto Internacional de Kuala Lumpur é o principal e mais movimentado aeroporto internacional do país.

A Malásia tem 118 aeroportos, dos quais 38 são pavimentados. A companhia aérea oficial do país é a Malaysia Airlines, que presta serviço aéreo internacional e doméstico ao lado de duas outras operadoras. O sistema ferroviário é estatal e abrange um total de 1 849 km. Sistemas de veículos leves sobre trilhos elevados, relativamente baratos, são usados em algumas cidades, como Kuala Lumpur. A Asean Rail Express é um serviço ferroviário que liga Kuala Lumpur à cidade de Banguecoque e destina-se a eventualmente se estender a partir de Singapura para a China.
Tradicionalmente, a produção de energia na Malásia tem sido baseada em petróleo e gás natural. O país tem 13 GW de capacidade de geração elétrica. No entanto, tem apenas 33 anos de reservas de gás natural e 19 anos de reservas de petróleo, enquanto a demanda por energia é crescente. Em resposta, o governo está expandindo o uso de energias renováveis. Dezesseis por cento da geração de eletricidade é hidrelétrica, sendo os 84% restantes térmica. A indústria de petróleo e gás é dominada pela estatal Petronas, enquanto o setor de energia como um todo é regulado pela Comissão de Energia da Malásia, uma comissão estatutária que regula a energia na península e Sabá, nos termos da Lei da Comissão de Energia Elétrica de 2001.

## Cultura

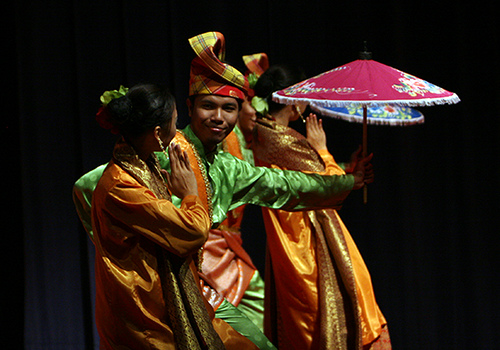
Apresentação de joget, uma dança típica do país.

A Malásia tem uma sociedade multiétnica, multicultural e multilíngue. A cultura original da área resultou de tribos nativas que habitavam o território junto com os malaios. Influência substancial existe das culturas chinesa e indiana, que remonta a quando o comércio exterior começou na região. Outras influências culturais incluem a persa, a árabe e a britânica. Devido à estrutura do governo, juntamente com a teoria do contrato social, tem havido assimilação cultural mínima das minorias étnicas.
Em 1971, o governo criou uma "Política Nacional de Cultura", que define a cultura da Malásia. Ele afirmou que a cultura do país deve basear-se na cultura dos povos nativos da Malásia, que podem incorporar elementos adequados de outras culturas e que o islamismo deve desempenhar um papel nela. Também promoveu a língua malaia acima das outras. Esta intervenção do governo na cultura tem causado ressentimento entre os não malaios que sentem que a sua liberdade cultural foi diminuída. Associações chinesas e indianas apresentaram memorandos para o governo, acusando-o de formular uma política de cultura antidemocrática.
Existem algumas disputas culturais entre a Malásia e os países vizinhos, principalmente com a Indonésia. Os dois países têm uma herança cultural semelhante, compartilhando muitas tradições. No entanto, disputas têm surgido sobre temas que vão desde pratos culinários até ao hino nacional da Malásia. Fortes sentimentos existem na Indonésia sobre a proteção de seu patrimônio nacional. Os governos da Malásia e da Indonésia se reuniram-se para aliviar algumas das tensões resultantes das sobreposições em cultura. Estes sentimentos não são tão fortes na Malásia, onde a maioria reconhece que muitos valores culturais são compartilhados.

### Belas Artes

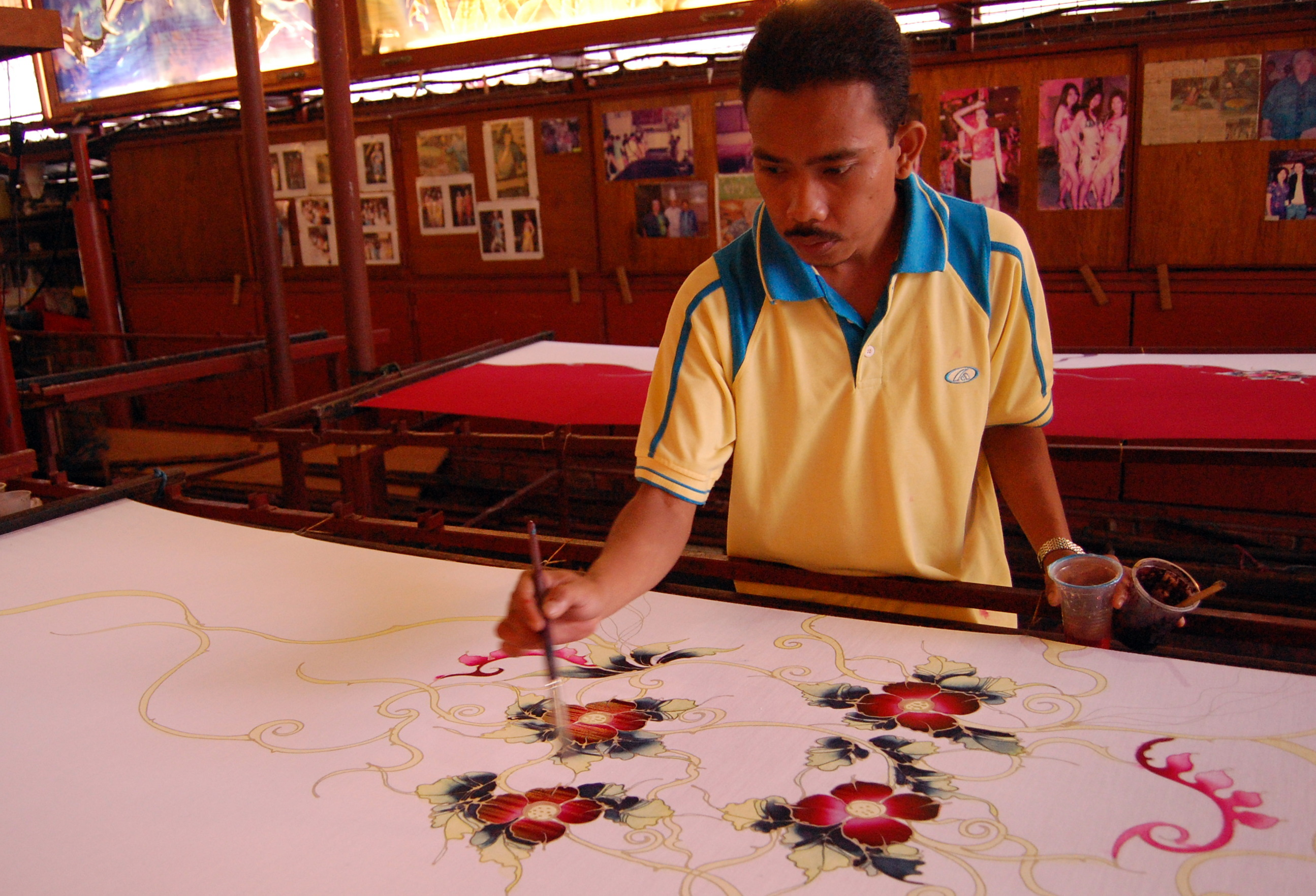
Artesão malaio utilizando a técnica do batik. O batik é geralmente usado em estampas florais e com coloração clara.

A arte tradicional da Malásia foi centrada principalmente nas áreas de tecelagem e ourivesaria. Esta arte varia em cada região, de cestas artesanais em áreas rurais, para a prataria, presente nos tribunais malaios. Obras de arte comuns incluem elementos ornamentais, tais como o kris e artefatos produzidos com noz de areca, além de tecidos como o batik e o songket. Indígenas do leste do país são conhecidos por suas máscaras de madeira. Cada grupo étnico tem artes distintas umas das outras, com pouca sobreposição entre elas. No entanto, a arte malaia mostra alguma influência do norte da Índia, devido à influência histórica daquela sobre a região.
A música tradicional e as artes cênicas do país parecem ter se originado na região de Kelantan-Pattani, com influências da Índia, da China, da Tailândia e da Indonésia. A música é baseada em torno de instrumentos de percussão, o mais importante dos quais é o gendang (tambor). Há pelo menos 14 tipos de tambores tradicionais. Os tambores e outros instrumentos de percussão tradicional são, muitas vezes, feitos de materiais naturais. A música é tradicionalmente usada para contar histórias, celebrando eventos (como o ciclo de vida) e ocasiões, como uma colheita. Foi usado também como uma forma de comunicação de longa distância. A região de Kelantan também deu origem a um dos símbolos nacionais da arte da Malásia: O Wau bulan. no leste da Malásia, ferramentas musicais como o gongo, agung e kulintang são comumente usados como conjuntos musicais, usados em cerimônias, como funerais e casamentos. Estes conjuntos são também comuns em regiões vizinhas, como o Mindanau, nas Filipinas, Calimantã, na Indonésia, e em Brunei.

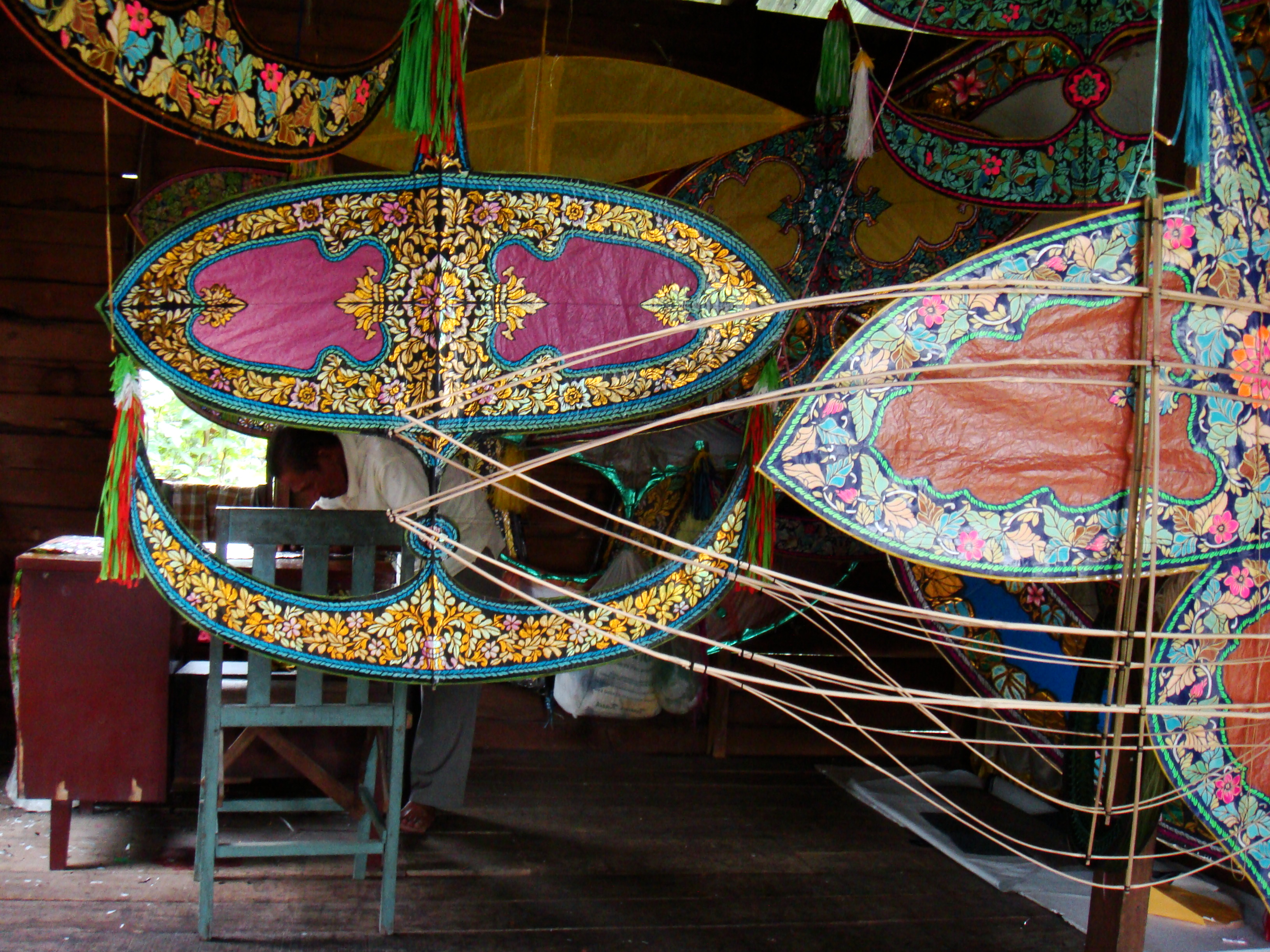
Wau bulan, oriundo de Kelantan, é uma das belas-artes da Malásia.

O país tem uma forte tradição oral, que existe desde antes da chegada da escrita, e é mantida até hoje. Cada um dos sultanatos malaios criaram a sua própria tradição literária, influenciado por histórias orais preexistentes e pelas histórias que vieram com o Islã. A primeira literatura malaia estava centrada no roteiro árabe. A mais antiga escrita malaia conhecida foi encontrada na pedra Terengganu, em 1303. As literaturas chinesa e indiana tornaram-se comuns, com o aumento no número de falantes de idiomas destes países na Malásia, e passaram a ser produzidos localmente obras com base em linguagens dessas áreas, a partir do século XIX. O inglês tornou-se também uma língua literária comum. Em 1971, o governo tomou a etapa de definição da literatura de línguas diferentes. Literatura escrita em malaio passou a ser chamada de "a literatura nacional da Malásia"; literatura em línguas regionais designou-se de "literatura regional", enquanto a literatura em outros idiomas (chinês, inglês e tailandês, por exemplo) foi chamado de "literatura secional". A poesia malaia é altamente desenvolvida, e usa muitas formas. A forma Hikayat é a mais popular, e o pantun se espalhou a partir do malaio para outras línguas.

### Culinária
A culinária da Malásia reflete a composição multiétnica de sua população. Muitas culturas do interior do país e de regiões vizinhas têm influenciado fortemente a gastronomia. Grande parte da influência vem das culinárias chinesa, indiana, tailandesa, javanesa e das culturas de Samatra, em grande parte devido ao país ser parte da antiga rota das especiarias. A culinária é muito semelhante à de Singapura e Brunei, e também tem semelhança com a culinária filipina. As diferentes regiões do país têm pratos variado, e, muitas vezes, determinados pratos típicos são diferentes dos pratos originais.

### Mídia
Os principais jornais da Malásia são de propriedade dos partidos do governo e políticos da coalizão governista, embora alguns dos principais partidos da oposição também têm os seus próprios periódicos, que são vendidos abertamente ao lado de jornais regulares. Existe uma divisão entre os meios de comunicação nas duas metades do país. Acredita-se que a mídia peninsular dê baixa prioridade às notícias do Oriente, e muitas vezes trata os estados orientais como colônias da península. Os meios de comunicação têm sido responsabilizados por aumentar a tensão entre a Indonésia e Malásia, dando aos malaios uma má imagem dos indonésios. O país tem jornais nos idiomas malaios, inglês, chinês e tâmil.
A liberdade de imprensa é limitada, com inúmeras restrições aos direitos de publicação e divulgação de informações. Em 2007, uma agência do governo emitiu uma diretriz para todas as emissoras de televisão privadas e estações de rádio, que se abstenham da transmissão de discursos feitos por líderes da oposição, um movimento condenado por políticos do Partido da Ação Democrática. No entanto, os tabloides são independentes do controle do governo, e se caracterizam como a imprensa mais livre na Malásia. Algumas leis, como o estatuto que rege a publicação e o uso de máquinas de impressão, em vigor desde 1984, foram citados como um dos meios de cerceamento da liberdade de expressão.

### Feriados

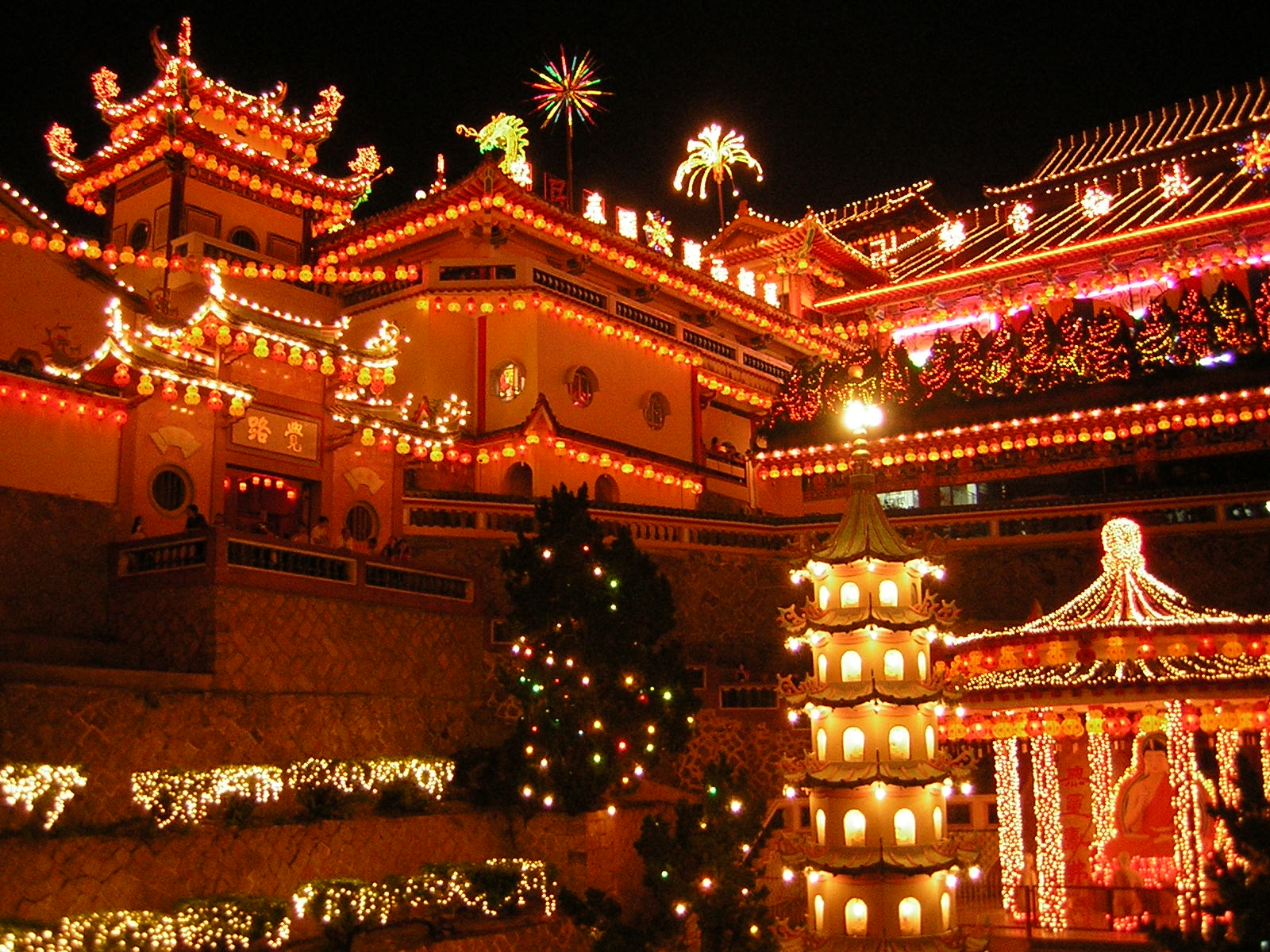
O templo Kek Lok Si em Penão, o maior do Sudeste Asiático, iluminado durante as celebrações do ano-novo lunar.

Um notável número de feriados e festas podem ser encontrados no calendário malaio ao longo do ano. Alguns são de caráter federal e outros são adotados apenas por alguns estados. Alguns festivais são promovidos por determinados grupos étnicos ou religiosos, e o principal feriado de cada grupo principal foi declarado como feriado público. O feriado nacional de maior destaque é o Hari Merdeka (Dia da Independência) em 31 de agosto, em comemoração à independência da Federação da Malásia, em 1957. Em 16 de setembro, posteriormente, comemora-se a federação, ocorrida em 1963. Outros feriados nacionais notáveis são o Dia do Trabalhador (1 de maio) e o aniversário do rei (primeira semana de junho).
Feriados muçulmanos são proeminentes, já que o Islã é a religião do Estado. Entre estes, destacam-se o Hari Raya Puasa (também chamado Hari Raya Aidilfitri, a forma malaia de referir-se ao Eid al-Fitr), Hari Raya Haji (também chamado Hari Raya Aidiladha, a tradução de Eid ul-Adha) e Maulidur Rasul (aniversário do profeta). Chineses-malaios celebram festivais como o ano-novo chinês e outros relacionados a crenças tradicionais chinesas. Religiosos hindus no país comemoram o Deepavali, o festival das luzes, enquanto o Thaipusam é um rito religioso onde peregrinos de todo o país se dirigem para as caves Batu. A comunidade cristã da Malásia celebra a maioria dos feriados comemorados pelos cristãos em outros lugares, mais notavelmente o Natal e a Páscoa. Povos do leste malaio também comemoram um festival da colheita conhecido como Gawai Dayak. Apesar de a maioria dos festivais serem identificados como pertencentes a um grupo étnico ou religioso em particular, as celebrações são universais. Em um costume conhecido como "casa aberta", malaios participam das comemorações dos outros, muitas vezes, visitando as casas daqueles que se identificam com o festival.

### Esportes
Os esportes mais populares na Malásia são o futebol, o badminton, o hóquei em campo, os lawn bowls, o tênis, o squash, as artes marciais, o hipismo e o iatismo. O futebol é o esporte mais praticado e o país está atualmente estudando a possibilidade de licitação como um anfitrião para a Copa do Mundo FIFA de 2034. Jogos de badminton atraem milhares de espectadores, e desde 1948, a Malásia tem sido um dos quatro países que detêm a Thomas Cup, o troféu de badminton. A Federação da Malásia de Lawn Bowls foi registrada em 1997. O squash foi trazido para o país por membros do exército britânico, com a primeira competição sendo realizada em 1939. A Associação de Squash da Malásia foi criada em 25 de junho de 1972. A Malásia propôs um campeonato de futebol no Sudeste Asiático. A seleção masculina de hóquei em campo é tida como a 13.ª melhor do mundo desde junho de 2014. O país sediou a Copa do Mundo de Hóquei Masculino, hospedado no Estádio Merdeka, em Kuala Lumpur. O país também tem o seu próprio circuito de Fórmula 1, o Circuito Internacional de Sepang. Ele percorre 310 408 km e realizou seu primeiro grande prêmio em 1999.

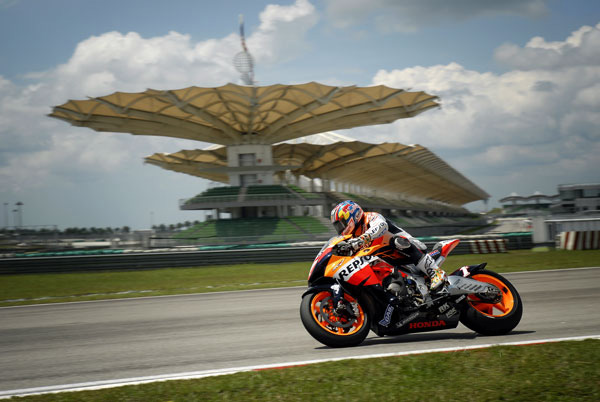
Imagem de Nicky Hayden no Circuito Internacional de Sepang.

A Federação do Conselho Olímpico da Malásia foi formada em 1953 e recebeu o reconhecimento do Comitê Olímpico Internacional (COI) em 1954. Ela participou pela primeira vez nos Jogos Olímpicos de Verão de 1956, em Melbourne, na Austrália. A federação foi rebatizada para Conselho Olímpico da Malásia em 1964 e participou de todos os Jogos Olímpicos (exceto um) desde a sua criação. O maior número de atletas já enviados para os Jogos Olímpicos foi de 57 para os Jogos Olímpicos de Verão de 1972, em Munique, Alemanha. Os atletas malaios ganharam um total de 11 medalhas olímpicas, oito no badminton, duas na plataforma de 10 m e uma no ciclismo. O país compete nos Jogos da Commonwealth desde 1950 como "Malaya" e, a partir de 1966, como "Malásia", além disso a cidade de Kuala Lumpur sediou os jogos de 1998.